# Задача Ламберта
Задача Ламберта — в небесной механике краевая задача для дифференциального уравнения
{\displaystyle {\ddot {\mathbf {r} }}=-\mu \cdot {\frac {\mathbf {r} }{r^{3}}},\quad r=\left|\mathbf {r} \right|\ },
для которого в общем случае решения являются кеплеровскими орбитами. В более точной формулировке:
Для двух различных моментов времени {\displaystyle \ t_{1},\,t_{2}\ } и двух заданных векторов {\displaystyle \mathbf {r} _{1},\,\mathbf {r} _{2}} найти решение {\displaystyle \mathbf {r} (t)}, удовлетворяющее указанному дифференциальному уравнению и краевым условиям
{\displaystyle \mathbf {r} (t_{1})=\mathbf {r} _{1},\quad \mathbf {r} (t_{2})=\mathbf {r} _{2}.}
Изучалась Иоганном Генрихом Ламбертом. 

## Исходный геометрический анализ
Три точки
- {\displaystyle F_{1}}, центр притяжения,
- {\displaystyle P_{1}}, точка, соответствующая вектору {\displaystyle {\bar {r}}_{1}},
- {\displaystyle P_{2}}, точка, соответствующая вектору {\displaystyle {\bar {r}}_{2}},

образуют треугольник в плоскости, определённый векторами {\displaystyle {\bar {r}}_{1}} и {\displaystyle {\bar {r}}_{2}}, как показано на фигуре 1. Пусть расстояние между точками {\displaystyle P_{1}} и {\displaystyle P_{2}} равно {\displaystyle 2d}, расстояние между точками  {\displaystyle P_{1}} и {\displaystyle F_{1}} составляет  {\displaystyle r_{1}=r_{m}-A} и расстояние между точками {\displaystyle P_{2}} и {\displaystyle F_{1}} составляет {\displaystyle r_{2}=r_{m}+A}. Значение  {\displaystyle A} положительно или отрицательно в зависимости от того, какая из точек  {\displaystyle P_{1}} и {\displaystyle P_{2}} расположена дальше от точки  {\displaystyle F_{1}}. Геометрическая задача состоит в том, чтобы найти все эллипсы, которые проходят через точки {\displaystyle P_{1}} и {\displaystyle P_{2}} и имеют фокус в точке {\displaystyle F_{1}}.
Точки {\displaystyle F_{1}}, {\displaystyle P_{1}} и {\displaystyle P_{2}} определяют гиперболу, проходящую через точку {\displaystyle F_{1}} и имеющую точки {\displaystyle P_{1}} и {\displaystyle P_{2}} в качестве фокусов. Точка {\displaystyle F_{1}} располагается либо на левой, либо на правой ветви гиперболы в зависимости от знака {\displaystyle A}. Большая полуось этой гиперболы равна {\displaystyle |A|}, её эксцентриситет {\displaystyle E} равен {\textstyle {\frac {d}{|A|}}}. Эта гипербола изображена на фигуре 2.
В обычной системе координат, заданной большой и малой осями гиперболы, её уравнение принимает вид
| {\displaystyle {\frac {x^{2}}{A^{2}}}-{\frac {y^{2}}{B^{2}}}=1} | \| \| \| \| \| \| \| \| | (1) |
|                                                                 |                         |     |
|                                                                 |                         |     |

,
где
| {\displaystyle B=\|A\|{\sqrt {E^{2}-1}}={\sqrt {d^{2}-A^{2}}}} | \| \| \| \| \| \| \| \| | (2) |
|                                                                |                         |     |
|                                                                |                         |     |

Для любой точки на той же ветви гиперболы , что и {\displaystyle F_{1}} разность между расстояниями {\displaystyle r_{2}} до точки {\displaystyle P_{2}} и {\displaystyle r_{1}} до точки {\displaystyle P_{1}} составляет
| {\displaystyle r_{2}-r_{1}=2A} | \| \| \| \| \| \| \| \| | (3) |
|                                |                         |     |
|                                |                         |     |

Для любой точки {\displaystyle F_{2}} другой ветви гиперболы, соответствующее выражение имеет вид
| {\displaystyle s_{1}-s_{2}=2A} | \| \| \| \| \| \| \| \| | (4) |
|                                |                         |     |
|                                |                         |     |

,
т.е.
| {\displaystyle r_{1}+s_{1}=r_{2}+s_{2}} | \| \| \| \| \| \| \| \| | (5) |
|                                         |                         |     |
|                                         |                         |     |

Но это означает, что обе точки {\displaystyle P_{1}} и {\displaystyle P_{2}} располагаются на эллипсе, имеющим фокусы в точках  {\displaystyle F_{1}} и {\displaystyle F_{2}}, большая полуось которого равна
| {\displaystyle a={\frac {r_{1}+s_{1}}{2}}={\frac {r_{2}+s_{2}}{2}}} | \| \| \| \| \| \| \| \| | (6) |
|                                                                     |                         |     |
|                                                                     |                         |     |

Эллипс, отвечающий произвольно выбранной точке {\displaystyle F_{2}}, изображен на фигуре 3.